# Championnat de Malte de football 1983-1984
Navigation
Saison précédente Saison suivante
La saison 1983-1984 de Premier League Maltaise était la soixante-neuvième édition de la première division maltaise.
Lors de cette saison, le Hamrun Spartans a tenté de conserver son titre de champion face aux sept meilleurs clubs maltais lors d'une série de matchs se déroulant sur toute l'année.
Il y a eu lors de cette saison un changement de format les huit clubs participants au championnat ont été confrontés une fois aux sept autres clubs du championnat lors d'une première phase. Ensuite, les quatre premiers d'un côté, pour le titre, et les quatre derniers de l'autre, pour la relégation, se sont affrontés à deux reprises tout en gardant les points acquis lors de la première phase face aux trois autres clubs de leur groupe.
C'est le La Vallette FC qui a été sacré champion de Malte pour la douzième fois.
Deux places étaient qualificatives pour les compétitions européennes, la troisième place étant celle du vainqueur du Trophée Rothman 1983-1984.

## Qualifications en coupe d'Europe
À l'issue de la saison, le champion a participé au premier tour de la Coupe des clubs champions 1984-1985.
Le vainqueur du Trophée Rothman a pris la place pour la Coupe des coupes 1984-1985.
Le deuxième du championnat a pris la place en Coupe UEFA 1984-1985.

## Les huit clubs participants
| Club                | Stade             | Capacité | Ville      |
| ------------------- | ----------------- | -------- | ---------- |
| Birkirkara-Luxol    | Infetti Ground    | 2 000    | Birkirkara |
| Floriana FC         | -                 | -        | Floriana   |
| Hamrun Spartans     | Victor Tedesco    | 6 000    | Hamrun     |
| Paola Hibernians FC | Hibernians Ground | 8 000    | Paola      |
| Rabat Ajax          | -                 | -        | Rabat      |
| St. Patrick FC      | -                 | -        | Zabbar     |
| La Vallette FC      | -                 | -        | La Valette |
| Zurrieq FC          | -                 | -        | Zurrieq    |

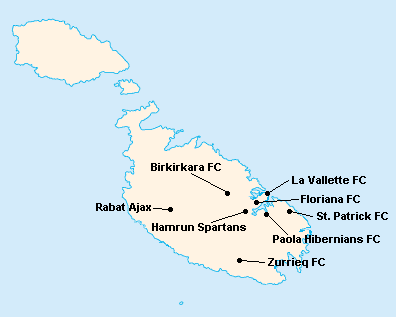
Localisation des clubs engagés dans le championnat.

L'île de Malte étant relativement petite, les clubs évoluent tous au stade National Ta'Qali (17 400 places). Certain cependant ont leur propre enceinte qu'ils peuvent éventuellement utiliser.

## Compétition

### Phase 1

#### Classement
| Rang | Équipe                  | Pts | J | G | N | P | Bp | Bc | Diff |
| ---- | ----------------------- | --- | - | - | - | - | -- | -- | ---- |
| 1    | La Vallette FC          | 10  | 7 | 4 | 2 | 1 | 8  | 3  | +5   |
| 2    | Hamrun Spartans (T) (C) | 9   | 7 | 3 | 3 | 1 | 9  | 5  | +4   |
| 3    | Paola Hibernians FC     | 9   | 7 | 3 | 3 | 1 | 7  | 5  | +2   |
| 4    | Rabat Ajax              | 8   | 7 | 2 | 4 | 1 | 8  | 5  | +3   |
| 5    | Zurrieq FC              | 8   | 7 | 1 | 6 | 0 | 4  | 2  | +2   |
| 6    | Floriana FC             | 7   | 7 | 2 | 3 | 2 | 6  | 7  | -1   |
| 7    | St. Patrick FC (P)      | 3   | 7 | 1 | 1 | 5 | 2  | 11 | -9   |
| 8    | Birkirkara FC (P)       | 2   | 7 | 0 | 2 | 5 | 0  | 6  | -6   |

| Légende : Qualifications et relégations | Légende : Qualifications et relégations                                                     |
| --------------------------------------- | ------------------------------------------------------------------------------------------- |
|                                         | Qualifié pour le tour des champions                                                         |
|                                         | Qualifié pour le tour de relégation                                                         |
|                                         | (T) : Tenant du titre 1982-1983 (P) : Promu en 1982-1983 (C) : Vainqueur du Trophée Rothman |

#### Matchs
| Résultats (▼dom., ►ext.)                                   | Bir | Flo | Ham | Hib | Rab | StP | Val | Zur |
| Birkirkara FC                                              |     |     |     |     |     |     |     | 0-0 |
| Floriana FC                                                | 1-0 |     |     | 2-1 | 2-2 | 0-0 |     | 0-0 |
| Hamrun Spartans                                            | 1-0 | 2-1 |     | 0-0 |     | 4-0 |     | 1-1 |
| Paola Hibernians FC                                        | 1-0 |     |     |     | 0-0 | 2-1 | 3-2 | 0-0 |
| Rabat Ajax                                                 | 2-0 |     | 1-1 |     |     | 2-0 |     |     |
| St. Patrick FC                                             | 1-0 |     |     |     |     |     |     |     |
| La Vallette FC                                             | 0-0 | 2-0 | 2-0 |     | 1-0 | 1-0 |     |     |
| Zurrieq FC                                                 |     |     |     |     | 1-1 | 2-0 | 0-0 |     |
| - Victoire à domicile - Match nul - Victoire à l'extérieur |     |     |     |     |     |     |     |     |

### Phase 2

#### Classement
| Rang | Équipe                  | Pts | J | G | N | P | Bp | Bc | Diff |
| ---- | ----------------------- | --- | - | - | - | - | -- | -- | ---- |
| 1    | La Vallette FC          | 11  | 9 | 5 | 2 | 2 | 9  | 6  | +3   |
| 2    | Rabat Ajax              | 10  | 9 | 3 | 4 | 2 | 5  | 3  | +2   |
| 3    | Hamrun Spartans (T) (C) | 9   | 9 | 3 | 3 | 3 | 7  | 6  | +1   |
| 4    | Paola Hibernians FC     | 5   | 9 | 1 | 3 | 5 | 5  | 11 | -6   |

| Rang | Équipe             | Pts | J | G | N | P | Bp | Bc | Diff |
| ---- | ------------------ | --- | - | - | - | - | -- | -- | ---- |
| 5    | Zurrieq FC         | 14  | 9 | 6 | 2 | 1 | 11 | 2  | +9   |
| 6    | Floriana FC        | 10  | 9 | 4 | 2 | 3 | 6  | 3  | +3   |
| 7    | St. Patrick FC (P) | 7   | 9 | 2 | 3 | 4 | 5  | 11 | -6   |
| 8    | Birkirkara FC (P)  | 5   | 9 | 1 | 3 | 5 | 3  | 9  | -6   |

| Légende : Qualifications et relégations | Légende : Qualifications et relégations                                                     |
| --------------------------------------- | ------------------------------------------------------------------------------------------- |
|                                         | Coupe des clubs champions 1984-1985 (1er Tour)                                              |
|                                         | Coupe des coupes 1984-1985 (1er Tour)                                                       |
|                                         | Coupe UEFA 1984-1985 (1er Tour)                                                             |
|                                         | Relégation en First Division Maltaise                                                       |
|                                         | (T) : Tenant du titre 1982-1983 (P) : Promu en 1982-1983 (C) : Vainqueur du Trophée Rothman |

#### Matchs
| Résultats (▼dom., ►ext.)                                   | Ham | Hib | Rab | Val |
| Hamrun Spartans                                            |     | 3-0 | 1-0 | 0-1 |
| Paola Hibernians FC                                        | 1-2 |     | 0-0 | 1-2 |
| Rabat Ajax                                                 | 1-0 | 1-0 |     | 2-0 |
| La Vallette FC                                             | 0-0 | 1-0 | 0-0 |     |
| - Victoire à domicile - Match nul - Victoire à l'extérieur |     |     |     |     |

| Résultats (▼dom., ►ext.)                                   | Bir | Flo | StP | Zur |
| Birkirkara FC                                              |     | 1-0 | 1-1 | 0-2 |
| Floriana FC                                                | 2-0 |     | 2-0 | 0-1 |
| St. Patrick FC                                             | 1-1 | 0-1 |     | 1-0 |
| Zurrieq FC                                                 | 1-0 | 1-0 | 4-1 |     |
| - Victoire à domicile - Match nul - Victoire à l'extérieur |     |     |     |     |

## Bilan de la saison
| Tableau d'Honneur       |                 |
| Compétition             | Vainqueur       |
| Premier League Maltaise | La Vallette FC  |
| Trophée Rothman         | Hamrun Spartans |

| Qualifications européennes 1984-1985 |                 |
| Coupe des clubs champions            | Qualifiés       |
| 1er tour                             | La Vallette FC  |
| Coupe des coupes                     | Qualifiés       |
| 1er tour                             | Hamrun Spartans |
| Coupe UEFA                           | Qualifiés       |
| 1er tour                             | Rabat Ajax      |

| Promotions et relégations           |                              |
| Relégués en First Division Maltaise | St. Patrick FC Birkirkara FC |
| Promus de First Division Maltaise   | Sliema Wanderers FC Marsa FC |